# Lamas (Boqueijón)
Lamas (llamada oficialmente Santa María de Lamas) es una parroquia española del municipio de Boqueijón, en la provincia de La Coruña, Galicia. 

## Entidades de población
Entidades de población que forman parte de la parroquia:
- Costiña (A Costiña)
- La Iglesia (A Eirexe)
- Torre (A Torre)
- Casal (O Casal)
- Espiñeira (A Espiñeira)
- Manlle
- Burgo (O Burgo)
- Outeiro (O Outeiro)
- Senande
- Vigo
- Zaramacedo

## Demografía
| Gráfica de evolución demográfica de Lamas entre 2000 y 2018 |
|                                                             |
| Datos según el nomenclátor publicado por el INE.            |